# Synaxis jubararia
Synaxis jubararia är en fjärilsart som beskrevs av George Duryea Hulst 1886. Synaxis jubararia ingår i släktet Synaxis och familjen mätare. Inga underarter finns listade i Catalogue of Life.